# Оглоблин, Дмитрий Алексеевич
Дмитрий Алексеевич Оглоблин (8 ноября 1893, Борисоглебск — 6 февраля 1942, Ленинград) — советский энтомолог, автор монографии по жукам-листоедам, первооткрыватель многих новых видов.

## Биография
Дмитрий Оглоблин окончил классическую гимназию в Полтаве (1912) и естественное отделение физико-математического факультета Киевского университета (1916). Начиная с первого курса он летом работал практикантом-энтомологом в естественно-историческом музее Энтомологического бюро Полтавского губернского земства и в отделе энтомологии Полтавской сельскохозяйственной опытной станции. Впоследствии он работал энтомологом Полтавского музея (1917—1918), исполнял обязанности заместителя заведующего Полтавским художественным музеем (1919—1920) и внештатного профессора сельскохозяйственного института в Полтаве.
В 1930 году Дмитрий Алексеевич избран на должность ученого специалиста Всесоюзного института защиты растений в Ленинграде. Здесь он занимал должность научного руководителя сектора общей энтомологии (1931—1933), заведующего секцией систематики (1931—1937). Его избрали и старшим научным сотрудником (1931), а затем — заведующим колеоптерологическим отделением Зоологического института (ЗИН) Академии наук СССР.
Во время блокады Ленинграда нацистами он вместе с семьей проживал в собственном рабочем кабинете ЗИН, поскольку квартира, где они жили до войны, была полностью разрушена в результате бомбардировки. В этом кабинете 6 февраля 1942 года ученый скончался от дистрофии. Похоронен на Смоленском кладбище.
Энтомологом стал и его старший брат Александр (Алехандро).

### Научная деятельность
Его первые научные публикации посвящены насекомым фаун разных регионов России. Со студенческой поры Дмитрий Оглоблин, собирая насекомых, уделял особое внимание жукам-листоедам (Chrysomelidae). Впоследствии он обрабатывал богатейшие фондовые коллекции ЗИН и стал признанным специалистом по этой группы насекомых. Он хорошо знал её в объёме всей Палеарктики, свободно ориентировался в неотропической фауне. Ученый описал новые для науки многочисленные виды жуков.
По результатам многолетних исследований в 1936 году Д. А. Оглоблин опубликовал фундаментальную монографию. Это первый том, планировавшейся им серии по листоедам в издании «Фауна СССР» «Листоеды, Galerucinae (Фауна СССР. Насекомые жесткокрылые. Т. 26, вып. 1.)» объёмом 457 страниц. Полный список его печатных работ включает 26 публикаций. Некоторые из них вышли в научных журналах за пределами СССР: в Чехословакии, Испании, Аргентине.
Как ученый Дмитрий Алексеевич был очень требовательным к подготовке собственных публикаций. Он собирал огромный по объёму материал, дававший надежный фундамент его научным разработкам. Он не делал выводов, в которых имел хоть каплю сомнений. Это заставляло его снова и снова проверять факты, откладывая проверку по случаю, до следующих полевых сезонов. Поэтому его труды обладали незаурядной убедительностью и достоверностью. Но, с другой стороны, из-за такой требовательности несколько работ из большого наследия энтомолога остались незавершенными и не напечатанными, хотя часть их была практически готова для печати.
Многие годы Д. О. Оглоблин накапливал и упорядочивал коллекцию и сведения о личинках жуков. По его просьбе энтомологи всей страны собирали соответствующий полевой и лабораторный материал и посылали его Оглоблину. Он планировал подготовить докторскую диссертацию о личинках Coleoptera. Но не суждено… Остались и необработанными собранные им важные материалы по трипсам (Strepsiptera).
Его работа по пыльцеедам (Сем. Alleculidae), часть 2, подсемейство Omophlinae, подготовленная совместно с рано умершим в экспедиции от малярии Д. В. Знойко, опубликована в 1950 году спустя 9 и 17 лет после смерти авторов.
До последних дней жизни ученый работал над очередным томом: «Фауна СССР. Листоеды подсемейства Cryptocephalinae». Много позднее энтомолог М. Я. Орлова-Беньковская обнаружила рукопись этого последнего труда учёного в библиотеке московского энтомолога Л. Н. Медведева. Марина Яковлевна пишет:
Это ведь просто чудо, что рукопись сохранилась с довоенного времени! Разглядывая пожелтевшую папку Дмитрия Алексеевича трудно сдержать слезы. Он умер от дистрофии во время блокады и это его последний труд...

 
Очевидно, нормальной бумаги не было. Автору приходилось использовать всё, что только удавалось отыскать: папиросную бумагу, странички из школьных тетрадей, оборотки книжных страниц…
Дмитрий Алексеевич не был, как говорится, «кабинетным ученым» и откликался на нужды практики. Он организовал изучение в масштабах страны опасного вредителя злаков — гессенской мухи. В Украине учёный создал и руководил сетью пунктов наблюдения за сельскохозяйственными вредителями, отслеживал ситуацию с вредителями бобовых культур. В Европейской части СССР и Казахстане он систематически (1929—1932) изучал динамику вредной лугового мотылька. Учёный подготовил ряд работ, которые должны помочь в защите культурных растений от насекомых-вредителей.

### Общественная работа
Деятельность Дмитрия Алексеевича не ограничивалась чисто научными изысканиями. Одаренный талантом художника-иллюстратора, он охотно давал консультации по оформлению научных работ, разным вопросам полиграфии, техники микроскопирования. В предвоенные годы он редактировал книги в серийных изданиях Труды ЗИН и Фауна СССР. Весной 1941 года вышла последняя книга, которую он редактировал.
Коллеги вспоминают его как требовательного, умелого и отзывчивого руководителя, замечательного организатора:
Многие знали Д. А. Оглоблина как учёного с определённым и цельным мировоззрением; но не многим дано было узнать его как человека большой и чуткой души. В лице Д. А. Оглоблина советская энтомология потеряла крупную организующую и движущую силу, утрата которой будет чувствоваться ещё долгие годы; товарищи Д. А. по работе потеряли в его лице близкого человека, на внимание, дружеский совет и помощь которого они могли рассчитывать во всех случаях как в работе, так и в жизни.